# El viatge de les seves vides (pel·lícula de 2017 de Paolo Virzì)

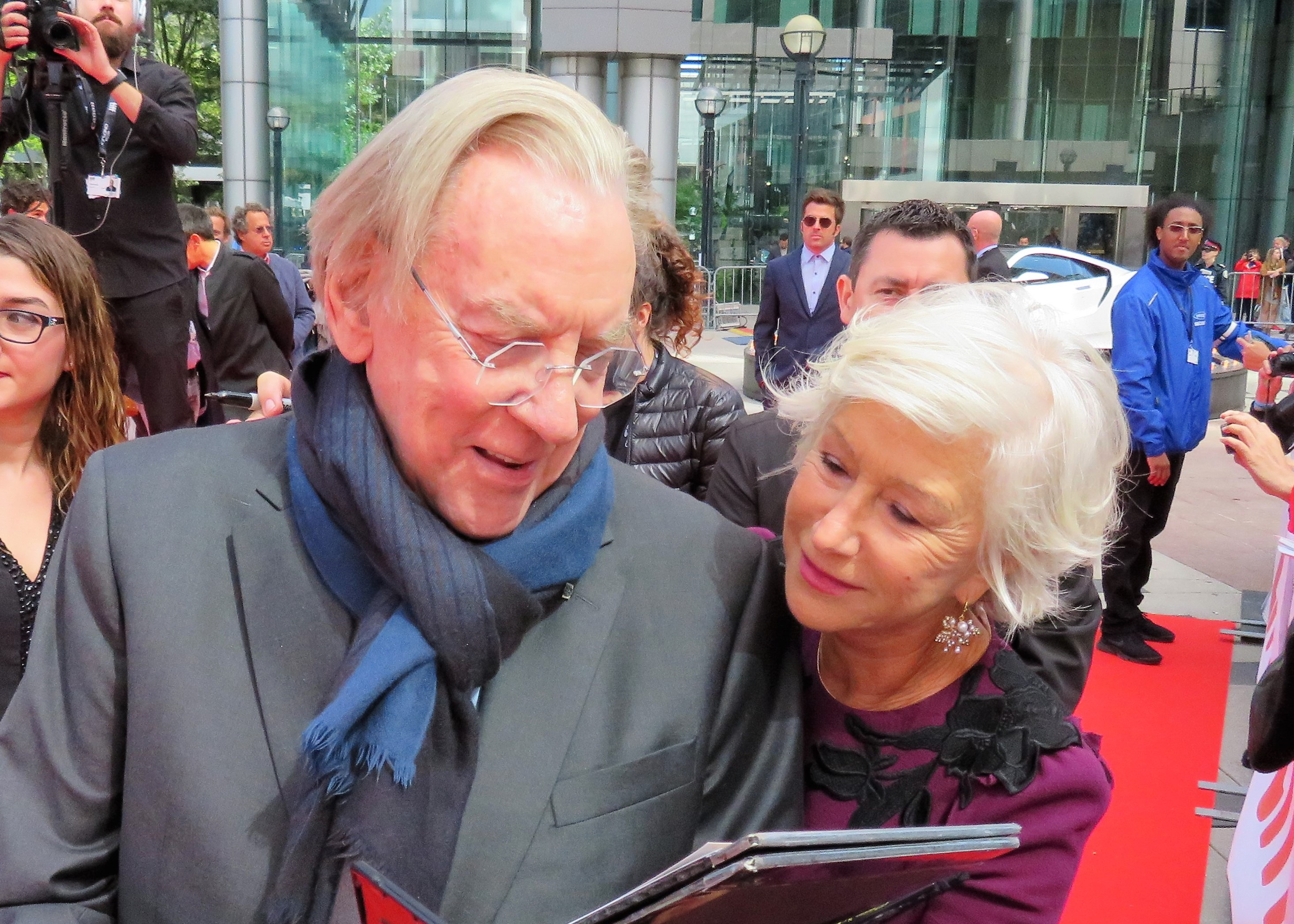
Donald Sutherland i Helen Mirren a la presentació de la pel·lícula al Festival Internacional de Cinema de Toronto.

El viatge de les seves vides (títol original en anglès, The Leisure Seeker) és una pel·lícula de comèdia dramàtica del 2017 dirigida per Paolo Virzì, en el seu primer llargmetratge complet en anglès. La pel·lícula està basada en la novel·la homònima del 2009 de Michael Zadoorian. És protagonitzada per Helen Mirren i Donald Sutherland, que actuen junts per primera vegada des de la pel·lícula de 1990 Bethune: The Making of a Hero. Es va projectar a la secció principal de competició del 74è Festival Internacional de Cinema de Venècia. Mirren va rebre una nominació al Globus d'Or pel seu treball a la pel·lícula. S'ha doblat i subtitulat al català.